# محوطه کانی قل قله
محوطه کانی قل قله مربوط به هزاره اول - دوران‌های تاریخی پس از اسلام است و در شهرستان بیجار، بخش چنگ الماس، روستای ده بنه واقع شده و این اثر در تاریخ ۱۰ دی ۱۳۸۱ با شمارهٔ ثبت ۶۹۳۱ به‌عنوان یکی از آثار ملی ایران به ثبت رسیده است.